# Imunitní systém včely medonosné
Včela medonosná (Apis mellifera) je celosvětově rozšířený hmyz, který je vystavován obrovské škále patogenů jako jsou bakterie, houby, viry, prvoci a roztoči. Včely jsou eusociální hmyz žijící v koloniích s komplexní sociální strukturou. Tato blízká interakce mezi jednici v kolonii může zvyšovat riziko šíření patogenů. Mezi častá onemocnění patří virus deformovaných křídel a varroáza – zprostředkovaná roztočem Varroa destructor, kdy dochází k líhnutí včel s nedokonale vyvinutými křídly a zakrnělýma nohama. Včely mají vyvinutý jak vrozený imunitní systém zahrnující fyzické bariéry, tak buněčnou a humorální imunitu.

## Fyzické bariéry
Hlavní složkou vrozené imunity včel jsou fyzické bariéry představující první obranou linií při kontaktu s patogeny. Mezi ně řadíme exoskelet z kutikuly a peritrofickou matrix. Exoskelet představuje mechanickou bariéru proti patogenům a zároveň plní funkci jako tzv. vnější kostra. Pro ztížení přichycení některých patogenů mohou být na povrchu exoskeletu přítomny antimikrobiální látky. Na druhou stranu, peritrofická matrix odděluje střevní epitel a trávenou potravu, aby nedošlo k vniknutí patogenů do tělní dutiny. Navíc, slouží také jako úložiště pro imunitní buňky tzv. hemocyty, které se podílejí na imunitní obraně hmyzu.

## Buněčná imunita
Buněčná imunita včel je tvořena hemocyty, které se nacházejí volně v hemolymfě a jejich hlavní funkcí je fagocytóza a enkapsulace patogenů. Na rozdíl od lidských krvinek mají hemocyty několik jader. Na základě morfologie bylo popsáno několik druhů hemocytů. 
Prohemocyty jsou nezralé a nediferenciované hemocyty, které jsou aktivovány na základě potřeb imunitního systému.
Plasmatocyty jsou již specializované buňky imunitního systému, které jsou zodpovědné za produkci protilátek. Po primárním kontaktu s patogenem se mohou diferenciovat do paměťových buněk, které následně umožní rychlejší imunitní odpověď při opakovaném střetnutí se s patogenem. Jsou schopny fagocytózy.
Granulocyty jsou typem hemocytů, které hrají důležitou roli v nespecifické obraně těla hmyzu. Jsou schopny fagocytózy.
Oenocyty jsou schopny produkovat lepkavé látky, které slouží k uzavírání rány při zranění. Navíc, se podílejí na tvorbě kutikuly.
Koagulocyty mají schopnost regulovat srážení hemolymfy při poranění. Produkují koagulační faktory, nezbytné pro srážení hemolymfy.
Hlavním buněčným typem hemocytů jsou plasmactocyty, které tvoří až 90 % všech hemocytů a které se neustále dělí. 

## Humorální imunita
Hlavním mechanismem humorální imunity je produkce specifických látek, které se účastní na obraně organismu proti patogenům. Mezi složky humorální imunity patří také specifické látky jako jsou aglutininy podílející se na opsonizaci a zlepšení funkce fagocytózy, antimikrobiální peptidy (AMP) a enzymatické kaskády. Ve většině případů jsou látky humorální imunity produkovány tukovým tělískem nebo hemocyty.
Antimikrobiální peptidy můžeme najít zejména ve včelím jedu a v hemolymfě U včel bylo popsáno několik druhů AMP: apidaecin, abacin, hymenoptaecin a defensiny. Všechny AMP jsou typické pro řád blanokřídlých, s výjimkou defensinů, které jsou rozšířené v celé živočišné říší. Hlavním obranným mechanismem proti gramnegativním bakteriím představuje AMP apidaecin jehož aktivní formy byly nalezeny pouze u dospělců v hemolymfě. U larev byly objeveny pouze neaktivní prekurzory. V případě napadení grampozitivními bakteriemi je využíván AMP abaecin. Navíc, AMP hymenoptaecin je využíván v obraně proti grampozitivním i gramnegativním bakteriím, který ve spolupráci a abaecinem vytváří póry v buněčné stěně bakterií. Další skupinou antimikrobiálních peptidů účastnících se na imunitní odpovědi včel jsou defensiny. Pro včely je typický defensin-1 a defensin-2. Defensin-1, který je produkován ve slinných žlázách, napomáhá chránit včelstvo hlavně před grampozitivními bakteriemi. Byla zjištěna i aktivita proti gramnegativním bakteriím a houbám. Defensin-2, který je syntetizován v tukovém tělísku a v hemocytech, je za fyziologických podmínek přítomný v hemolymfě pouze v malém množství a k zvýšené produkci dochází až po setkání s patogenem.

## Sociální imunita
Během ontogeneze si včelí kolonie vyvinuly důležitý mechanismus, označován jako sociální imunita, který napomáhá předcházet přenosu chorob. Strukturované interakce mezi jednotlivci včelstva a jejich adaptivního chování během napadení infekcí mohou zredukovat dopad infekce na kolonii. Každá včela má v určitém věku svoji úlohu. Nově vylíhlí jedinci se starají o nevylíhlé larvy a až s postupem věku se dostávají na okraj hnízda, kde zajišťují chod úlu. Díky tomu, že včely jsou v kontaktu pouze se včelami ze svého kompartmentu, dokáží tak efektivně zabránit rozšíření patogenu dále do včelstva. Díky sociální imunitě jsou schopny kolektivně bojovat proti patogenům a podporovat zdraví celého včelstva. V důsledku silně vyvinuté sociální imunity jsou geny pro mechanismy vrozené imunity včelstva často z velké míry redukovány. Hlavní složkou sociální imunity je hygienické chování, které se vyznačuje schopností dělnic rozpoznat a odstranit nemocné, mrtvé a parazity nakažené larvy z kolonie. Dalším mechanismem sociální imunity je tzv. sociální horečka. Larvy včel se vyvíjí při teplotě 33–36 °C. Při jejich vývoji a suboptimálních podmínkách se zvyšuje riziko napadení patogenem. V reakci na patogen, který je citlivý na teplotu, dojde ke zvýšení teploty hnízda dělnicemi, čímž se omezí šíření infekce na neinfikované a nedospělé jedince. Hlavním obranným mechanismem proti ektoparazitům, jako je např. Varroa destructor, je allogooming, který představuje důležitý mechanismus rezistence, omezující zatížení roztoči kolonie včel. Exprese allogoomingu závisí na genetických a environmentálních faktorech.

## Imunitní systém larvy
Larvy včel jsou nepohyblivé a uložené v plástvi, která limituje jejich schopnost uniknout patogenům. Larvy spoléhají hlavně na buněčné a humorální obranné mechanismy a na dělnice, které se o ně starají. Častěji něž dospělé včely jsou včelí larvy napadány dalšími parazity. Nejčastější bakteriální infekce larev včel jsou zprostředkovány Paenibacillus larvae, který způsobuje mor včelího plodu, Streptococcus pluton, který způsobuje hnilobu včelího plodu. Navíc, včelí larvy jsou náchylné na houbové onemocnění, zprostředkované Ascosphaera apis, která napadá křídla larev. Z důvodu větší zranitelnosti mají včelí larvy více hemocytů než dospělé včely.

## Mnohobuněční parazité dospělce
Dospělci se setkávají s dalšími patogeny jako jsou prvoci, roztoči a virová onemocnění. Častým prvokem, který napadá včely je Nosema apis neboli hmyzomorka včelí. Velice rozšířeným roztočem je Varroa destructor. Hlavním rozdílem oproti larvám je hygienické chování.